# Комнинов ренесанс
Комниновият ренесанс (или Комниново възраждане) е период от историята на Византийската империя, в който, под управлението на династията на Комнините, тя преживява военно, финансово и териториално възстановяване. Периодът се датира между началото на управлението на Алексий I Комнин през 1080 година и смъртта на Андроник I Комнин през 1185 година.